# SAP Open 2011
Il SAP Open 2011 è stato un torneo di tennis giocato sul cemento indoor. È stata la 123ª edizione del SAP Open facente parte dell'ATP World Tour 250 series nell'ambito dell'ATP World Tour 2011. Si è giocato all'HP Pavilion di San Jose in California, dal 7 al 13 febbraio 2011.

## Partecipanti

### Teste di serie
| Nazionalità | Giocatore         | Ranking | Testa di serie* |
| ----------- | ----------------- | ------- | --------------- |
| Spagna      | Fernando Verdasco | 9       | 1               |
| Francia     | Gaël Monfils      | 12      | 2               |
| Stati Uniti | Sam Querrey       | 17      | 3               |
| Belgio      | Xavier Malisse    | 44      | 4               |
| Uzbekistan  | Denis Istomin     | 47      | 5               |
| Germania    | Benjamin Becker   | 54      | 6               |
| Australia   | Lleyton Hewitt    | 68      | 7               |
| Giappone    | Kei Nishikori     | 70      | 8               |

* Le teste di serie sono basate sul ranking al 31 gennaio 2011.

## Altri partecipanti
I seguenti giocatori hanno ricevuto una wild card per il tabellone principale:
- Bradley Klahn
- Rajeev Ram
- Tim Smyczek

I seguenti giocatori sono passati dalle qualificazioni:

- Roman Borvanov
- Robert Farah
- Jesse Levine
- Alex Kuznetsov

## Campioni

### Singolare
Milos Raonic ha battuto in finale  Fernando Verdasco per 7–6(6), 7–6(5).
- È il primo titolo in carriera per Raonic, il quarto giocatore a conquistare il primo titolo a San Josè dopo Chang, Furlan e Murray[1].

### Doppio
Scott Lipsky /  Rajeev Ram hanno battuto in finale  Alejandro Falla /  Xavier Malisse per 6-4, 4-6, [10-8].